# Hugo Goethe
Hugo Goethe (* 6. Januar 1923) ist ein ehemaliger deutscher Fußballspieler. In der DDR-Oberliga, der höchsten Spielklasse im DDR-Fußball, spielte er von 1949 bis 1954 für die BSG Einheit/Fortschritt Meerane.

## Sportliche Laufbahn
Als 1949 die SG Einheit Meerane zum zweiten Mal nach 1948 an der Fußball-Ostzonenmeisterschaft teilnahm, stand im Aufgebot auch der 26-jährige Stürmer Hugo Goethe. Er schoss das Führungstor der Meeraner beim 3:2-Sieg über die SG Babelsberg im Viertelfinale. Im Halbfinale schied die SG Einheit nach einer 3:4-Niederlage gegen Fortuna Erfurt aus. Mit der Teilnahme an der Ostzonenmeisterschaft hatte sich die Mannschaft jedoch für die erste Saison der neu gegründeten Ostzonenliga, der späteren DDR-Oberliga, qualifiziert. In die Saison 1949/50 ging Einheit Meerane als Betriebssportgemeinschaft (BSG) und Goethe wurde von Beginn an in den Punktspielen als Stürmer eingesetzt. Er bestritt 23 der 26 Spiele und erzielte dabei acht Tore. Obwohl er in der Spielzeit 1950/51 in zehn der 34 Oberligaspiele nicht eingesetzt wurde, traf Goethe das gegnerische Tor diesmal zehnmal. Im Laufe der Saison hatte sich die BSG in Fortschritt Meerane umbenannt. 1951/52 mussten in der DDR-Oberliga 36 Spiele ausgetragen werden, von denen Goethe in dieser Saison nur drei Begegnungen verpasste. Seine Trefferrate sank jedoch auf nur vier Tore. Am Saisonende stand die BSG Fortschritt als Absteiger in die DDR-Liga fest, schaffte aber sofort den Wiederaufstieg. Gothe konnte dazu 1952/53 nur mit elf torlosen Einsätzen in den 24 Ligaspielen beitragen. Zu Beginn seiner vierten Oberligasaison 1953/54 war Goethe 30 Jahre alt. Mit dem 23-jährigen Peter Fischer war ein neuer Stürmer in den Kader der BSG Fortschritt aufgenommen worden, und für Trainer Karl Haueisen spielte Goethe für die Stamm-Mannschaft keine Rolle mehr. Er kam nur noch in zwei Oberligaspielen als Einwechsler zum Einsatz, und dies wiederholte sich auch in der Spielzeit 1954/55, dort stand Goethe jedoch noch zweimal in der Hinrunde in der Startelf. Die BSG Fortschritt stieg nach dieser Saison endgültig aus der Oberliga ab, und Hugo Goethe nahm Abschied vom Spitzensport. In der Oberliga war er in 83 Spielen zum Einsatz gekommen und hatte 22 Tore erzielt. Dazu kommen elf torlose Einsätze in der Liga plus einem Entscheidungsspiel um den Zweitligatitel 1953.